# Phillip Hagar Smith
Pour les articles homonymes, voir Philip Smith et Smith.
Phillip Hagar Smith (né le 29 avril 1905 à Lexington (Massachusetts) et mort le 29 août 1987) est un ingénieur électricien américain. Travaillant aux Bell Laboratories, il est surtout connu pour l'abaque qui porte son nom et qui permet de résoudre graphiquement des problèmes de ligne de transmission et d'adaptation d'impédances.

## Biographie
Fils de George Smith et Rose Whitney, il étudie au Tufts College où il est un radio-amateur actif (indicatif 1ANB) et joue du cornet dans l'orchestre de l'école. Diplômé en communication électrique en 1928, il entre comme technicien dans un département de recherche radio des Laboratoires Bell à Deal dans le New Jersey. En 1929, il travaille sur un émetteur ondes courtes à Lawrenceville (NJ). L'antenne était reliée à l'émetteur par une ligne bifilaire et la pratique de l'époque faisait référence à l'équation du téléphone de J.A. Fleming de 1911. Les ondes stationnaires étaient mesurées au moyen de thermocouples disposés le long de la ligne de transmission. Une première mention de ses travaux apparaît dans une note d'un article du BSTJ d'avril 1932 où il propose l'utilisation de bouts de ligne pour modifier l'impédance caractéristique. S'étant spécialisé dans les lignes de transmission, il chercha un moyen graphique de simplifier son travail. Utilisant d'abord un graphique rectangulaire limité à une gamme de valeurs, sa solution graphique évolua vers un diagramme polaire en 1936 où tous les éléments du diagramme actuel prirent peu à peu leur place. Si bien qu'en 1937, fruit de sa persévérance, l'abaque prit sa forme encore utilisée aujourd'hui. Smith chercha a intéresser les gens à sa solution et tenta de la publier sans grand succès. Ce n'est qu'après deux ans, en janvier 1939, qu'il parvint à la publier dans le magazine Electronics (en),.
(en cours de rédaction)